# Kaapse langklauw
De Kaapse langklauw (Macronyx capensis) is een zangvogel uit de familie Motacillidae (piepers en kwikstaarten).

## Verspreiding en leefgebied
Deze soort telt twee ondersoorten:
- M. c. capensis: zuidwestelijk en zuidelijk Zuid-Afrika.
- M. c. colletti: zuidoostelijk Botswana en Zimbabwe tot Mozambique en oostelijk Zuid-Afrika.